# Oromandibuläre Dystonie
Die oromandibuläre Dystonie (Orofaziale Dystonie, lat. os „Mund“; mandibula „Unterkiefer(knochen)“; facies „Gesicht“; gr. dys „schlecht“, „falsch“; lat. tonus „Spannung“) ist eine neurologische Erkrankung, bei der es zu anhaltenden, tonischen Verkrampfungen der Muskulatur der unteren Gesichtshälfte beziehungsweise des Unterkiefers kommt. Die betroffenen Muskeln werden unwillkürlich angespannt, wodurch sich eine Behinderung beim Sprechen und Essen ergeben kann. Zusätzlich treten häufig Schmerzen auf. Sie gehört zur Gruppe der Dystonien.

## Epidemiologie
Vorsichtige Schätzungen gehen für die oromandibuläre Dystonie von einer Prävalenz von 2/100.000 Einwohnern aus. Bei Kombination mit Verkrampfungen der mimischen Muskulatur der oberen Gesichtshälfte (Meige-Syndrom) liegt die Prävalenz bei etwa 7/100.000.

## Ätiologie
Die Mehrheit der oromandibulären Dystonien gilt als „idiopathisch“, die Ursache ist also unbekannt. Darüber hinaus spielen jedoch die tardiven Dystonien (Spätfolge einer Therapie mit Neuroleptika) eine wichtige Rolle. Sofern die Dystonie bei Kindern oder Jugendlichen auftritt, muss gehäuft mit einer symptomatischen Ursache sowie einer späteren Ausbreitung auf andere Körperregionen gerechnet werden. In Einzelfällen wurden strukturelle Veränderungen im Bereich der Basalganglien oder des Hirnstamms nachgewiesen. Ferner spielt auch die genetische Veranlagung eine Rolle.

## Erscheinungsbild
Es kommt überwiegend zu anhaltenden Anspannungen der Muskulatur des Mundes, des Kinns sowie des Mundbodens. Während Dystonien der mimischen Muskulatur meist überwiegend sozial beziehungsweise kosmetisch beeinträchtigen, können Dystonien der Kaumuskulatur zur Behinderung beim Essen und Sprechen sowie erheblichem Zahnverschleiß führen.
Einige Patienten können durch bestimmte Bewegungen oder Manöver (z. B. Gegenhalten mit einem Finger) die Verkrampfung vorübergehend lösen (Geste antagonistique). Schmerzen der verkrampften Muskulatur sind insbesondere bei Beteiligung der Kaumuskeln häufig.

## Therapie
Mittel der Wahl ist heute die Therapie mit Botulinumtoxin A. Dabei ist die Behandlung der mimischen Muskulatur am einfachsten, die der Muskeln zum Kieferschluss etwas komplizierter. Problematisch bleibt die Behandlung der oromandibulären Dystonie vom Kieferöffnungstyp. Das Platzieren der Injektion in den vom Unterkieferknochen überdeckten Muskel (Musculus pterygoideus lateralis) ist kompliziert und die Wirkung aufgrund der Beteiligung von Muskeln im Bereich von Mundboden und Hals nicht selten unbefriedigend.
Für weitere medikamentöse Therapien stehen insbesondere L-Dopa sowie Trihexyphenidyl, Baclofen, Neuroleptika und Tetrabenazin zur Verfügung. Diese Substanzen sind jedoch in der Wirkung oft unbefriedigend und zum großen Teil für die Indikation nicht zugelassen (off label use).
Schließlich steht als chirurgisches Verfahren die operative Durchtrennung des entsprechenden Nerven zur Verfügung. Bei sorgfältiger Indikationsstellung und geeigneter Symptomatik kann die Wirkung hervorragend sein, der Effekt ist jedoch einerseits mit einem operativen Eingriff verbunden und andererseits irreversibel. Bei besonders behindernden Fällen kann schließlich eine Tiefenhirnstimulation bedacht werden, was jedoch nur in spezialisierten Zentren möglich ist.
In Einzelfällen wurden Krankengymnastik und elektrische Stimulationen (TENS) als hilfreich beschrieben. Massagen, Halskrawatten, Schienen usw. führen zumeist zu einer Verschlechterung der Dystonie. Das Erlernen von Entspannungsverfahren kann insbesondere dann hilfreich sein, wenn sich die Dystonie unter psychischer Anspannung deutlich verstärkt.